# Adcrocuta

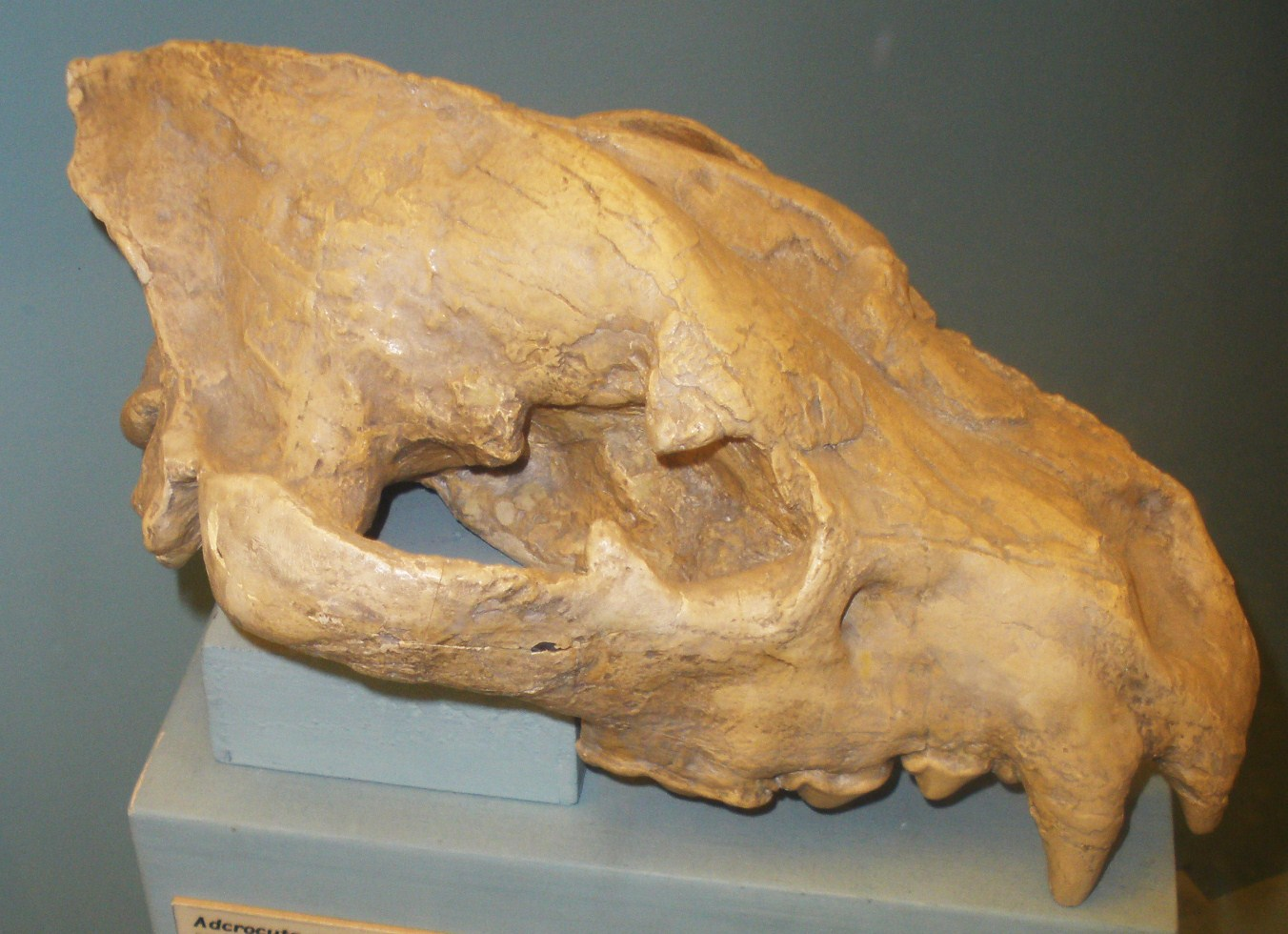
Hộp sọ eximia

Adcrocuta là một chi động vật ăn thịt trên cạn đã tuyệt chủng thuộc họ Linh cẩu sống trong kỷ Miocen.